# چشمک‌بال مرداب
چشمک‌بال مرداب (نام علمی: Ypthimomorpha) نام یک سرده از پروانه‌ها از خانواده فرچه‌پایان است. زیستگاه این پروانه در مناطق مرطوب گسترده، مرداب‌ها و کناره‌های جنگل است.
چشمک‌بال مرداب در کشورهای سنگال، گامبیا، گینه بیسائو، گینه، سیرالئون، لیبریا، ساحل عاج، بورکینافاسو، غنا، توگو، بنین، نیجریه، سودان، اتیوپی، کنیا، تانزانیا، زامبیا، شمال و شرق زیمبابوه، غرب موزامبیک و بوتسوانا یافت می‌شود.